# アラーノ・ディ・ピアーヴェ
アラーノ・ディ・ピアーヴェ（伊: Alano di Piave）は、イタリア共和国ヴェネト州ベッルーノ県に存在した、人口約2,600人の基礎自治体（コムーネ）。
2024年1月22日にクエーロ・ヴァスと合併してセッテヴィッレの一部となった。

## 地理

### 位置・広がり

#### 隣接コムーネ
隣接するコムーネは以下の通り。括弧内のTVはトレヴィーゾ県所属を示す。
- カヴァーゾ・デル・トンバ (TV)
- ピエーヴェ・デル・グラッパ (TV)
- ペデロッバ (TV)
- ポッサーニョ (TV)
- クエーロ・ヴァス
- セグジーノ (TV)
- セレーン・デル・グラッパ
- ヴァルドッビアーデネ (TV)

### 気候分類・地震分類
気候分類では、zona F, 3071 GGに分類される。
また、イタリアの地震リスク階級 (it) では、zona 2 (sismicità media) に分類される。

## 行政

### 分離集落
アラーノ・ディ・ピアーヴェには、以下の分離集落（フラツィオーネ）がある。
- Campo, Fener, Colmirano-Uson